# Henry Hatsworth : L'Incroyable Expédition
Henry Hatsworth : L'Incroyable Expédition (Henry Hatsworth in the Puzzling Adventure) est un jeu vidéo de plates-formes et de réflexion développé par EA Tiburon et édité par Electronic Arts, sorti en 2009 sur Nintendo DS.

## Accueil
- Jeuxvideo.com : 16/20[1]